# Spinalni živec
Spinalni živci so del perifernega živčevja. Izhajajo neposredno iz živčnih korenin, ki izraščajo neposredno iz hrbtenjače. Izhajajo iz sklepnih špranj med dvema vretencema